# Tahmek
Tahmek là một đô thị thuộc bang Yucatán, México. Năm 2005, dân số của đô thị này là 3501 người.